# Бриежуциемская волость

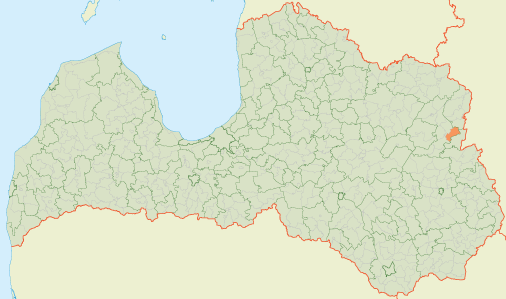
Бриежуциемская волость на карте Латвии

Бриежуциемская волость (латыш. Briežuciema pagasts) — одна из 19 волостей Балвского края в Латвии. Волостной центр — село Бриежуциемс (бывшая Грушлява, латыш. Grūšļeva).
На начало 2015 года население волости составляло 530 постоянных жителей.
В волость входят населённые пункты: Бриежуциемс (латыш. Briežuciems — бывшая Грушлява, латыш. Grūšļeva), Абриняс (Абрини, латыш. Abriņas), Аугстасилс (Аугстасила, латыш. Augstasils), Аусала (латыш. Ausala), Белини (Белина, латыш. Bēliņi), Бриексине (Брексина, латыш. Brieksīne), Церпене (Циерпина, латыш. Cērpene), Дамберги (латыш. Dambergi), Дукулява (латыш. Dukuļeva), Крони (латыш. Kroni), Остролидуми (Остролидум, латыш. Ostrolīdumi), Пушлява (латыш. Pūšļeva), Стоуберова (Стауберава, латыш. Stouberova), Штикунова (Стикунава, латыш. Štikunova) и др.
До 1920 года территория современной Бриежуциемской волости входила в Балтинавскую волость Люцинского уезда Витебской губернии России, с 1920 года — в составе признанной Россией Латвии, в рамках Балтинавской волости Лудзенского уезда, в 1925—1945 годах — Яунлатгальского (Абренского) уезда Латвии, с 1945 года — как Квашневский (c 1960 года Бриежуциемский) сельсовет, который входил в 1945—1949 гг. в Вилякский уезд, в 1949—1959 гг. в Абренский район, в 1959—1962 гг. частично в Карсавский район и с 1962 до 2009 гг. в Балвский район (с 1990 года Бриежуциемский сельсовет преобразован в волость).